# Faço um Circo pra Você - Ao Vivo
Faço Um Circo Pra Você - Ao Vivo é um álbum ao vivo da dupla sertaneja Edson & Hudson, lançado em 2013 pela Radar Records. O show foi gravado no dia 21 de março de 2012, durante uma apresentação no Circo Stankowich, em São Paulo. O álbum contém músicas inéditas como "Meu Amor é 10", "Dona do Meu Coração" e "Mulher de Porre é Mole", além de regravações do repertório da dupla como "Azul", "Rabo de Saia", "Me Bate, Me Xinga" e "Porta-Retrato". Também trouxe as participações de Léo Canhoto & Robertinho, Padre Alessandro Campos e Márcio & Douglas, que são apadrinhados pela dupla.

## Faixas

### CD
1. Meu Amor é 10
2. Porta-Retrato
3. Dona do Meu Coração
4. Rosana
5. Vou Tomá Um Pingão (Part. Léo Canhoto & Robertinho)
6. Mulher de Porre é Mole
7. Faço Um Circo Pra Você
8. Pot-Pourri: Rabo de Saia / Me Bate, Me Xinga
9. Dói o Peito
10. Baby, Tonight (Part. Márcio & Douglas)
11. Me Liga, Beijo e Tchau
12. Muleque Biscate
13. Só Penso em Você
14. Azul

### DVD
1. Abertura
2. Aleluia
3. Eu Sou
4. Uma Canção Pra Você
5. Dona do Meu Coração
6. Você
7. Porta-Retrato
8. Rosana
9. Vou Tomá Um Pingão (Part. Léo Canhoto & Robertinho)
10. Meu Velho Pai (Part. Léo Canhoto & Robertinho)
11. Eu Te Amo Tanto
12. Meu Amor é 10
13. Faço Um Circo Pra Você
14. Pot-Pourri: Rabo de Saia / Me Bate, Me Xinga
15. Amar ao Próximo (Part. Padre Alessandro Campos)
16. Baby, Tonight (Part. Márcio & Douglas)
17. Dói o Peito
18. Me Liga, Beijo e Tchau
19. Muleque Biscate
20. Só Penso em Você
21. Deixa Eu Te Amar
22. Mulher de Porre é Mole
23. Azul